# Poliocephalus poliocephalus
Lo svasso testacanuta (Poliocephalus poliocephalus (Jardine & Selby, 1827)) è un uccello della famiglia Podicipedidae.

## Distribuzione e habitat
Questa specie è diffusa in Australia e Nuova Zelanda.